# モーレイズ島
モーレイズ島（モーレイズとう、英語: Moore's Island）はバハマの県である。ムアズ島とも表記される。集落としてHard BargainやThe Bightがある。

## 隣接行政区画
- サウス・アバコ

## 交通
- モーレイズ・アイランド空港（英語版）